# Amazon Eve
Erika Ervin (n. Turlock, California, 23 de febrero de 1979) es una modelo, entrenadora personal y actriz estadounidense transgénero.
En 2011 fue nombrada por El libro Guinness de los récords como la modelo más alta del mundo con una altura de 2,03 metros. Además, participó en series de televisión como Family Tools, Hemlock Grove y American Horror Story: Freak Show, y en el cortometraje Google Maps is Watching You.

## Filmografía

### Cine
2011: Google Maps is Watching You (Cortometraje)

### Televisión
- 2013: Family Tools (Episodio: "Piloto")
- 2013: Hemlock Grove (5 episodios)
- 2014: American Horror Story: Freak Show (13 episodios)
- 2018: Agents of S.H.I.E.L.D. (1 episodio)
- 2018: American Horror Story: Apocalypse (3 episodios)